# 新川 (徳島県)
新川（あらたがわ）は、徳島県徳島市を流れる吉野川水系の河川。園瀬川の支流。

## 概要
徳島県徳島市方上町付近に源を発し、徳島市西新浜町と徳島市八万町の境界から園瀬川に合流する。
橋梁は上大野橋、新川橋、三軒屋橋（国道55号）、玉屋橋などがある。

## 流域の主な施設
- マルナカ徳島店
- 徳島県道136号宮倉徳島線
- JR牟岐線地蔵橋駅